# Iljinszkiji járás

Az Iljinszkiji járás a Permi határterületen

Az Iljinszkiji járás (oroszul Ильинский район) Oroszország egyik járása a Permi határterületen. Székhelye Iljinszkij.

## Népesség
- 1989-ben 24 646 lakosa volt.
- 2002-ben 21 141 lakosa volt, melynek 95,3%-a orosz, 1,7%-a komi-permják nemzetiségű.
- 2010-ben 19 634 lakosa volt, melyből 18 739 orosz, 229 komi, 140 tatár stb.